# Gdański Festiwal Carillonowy

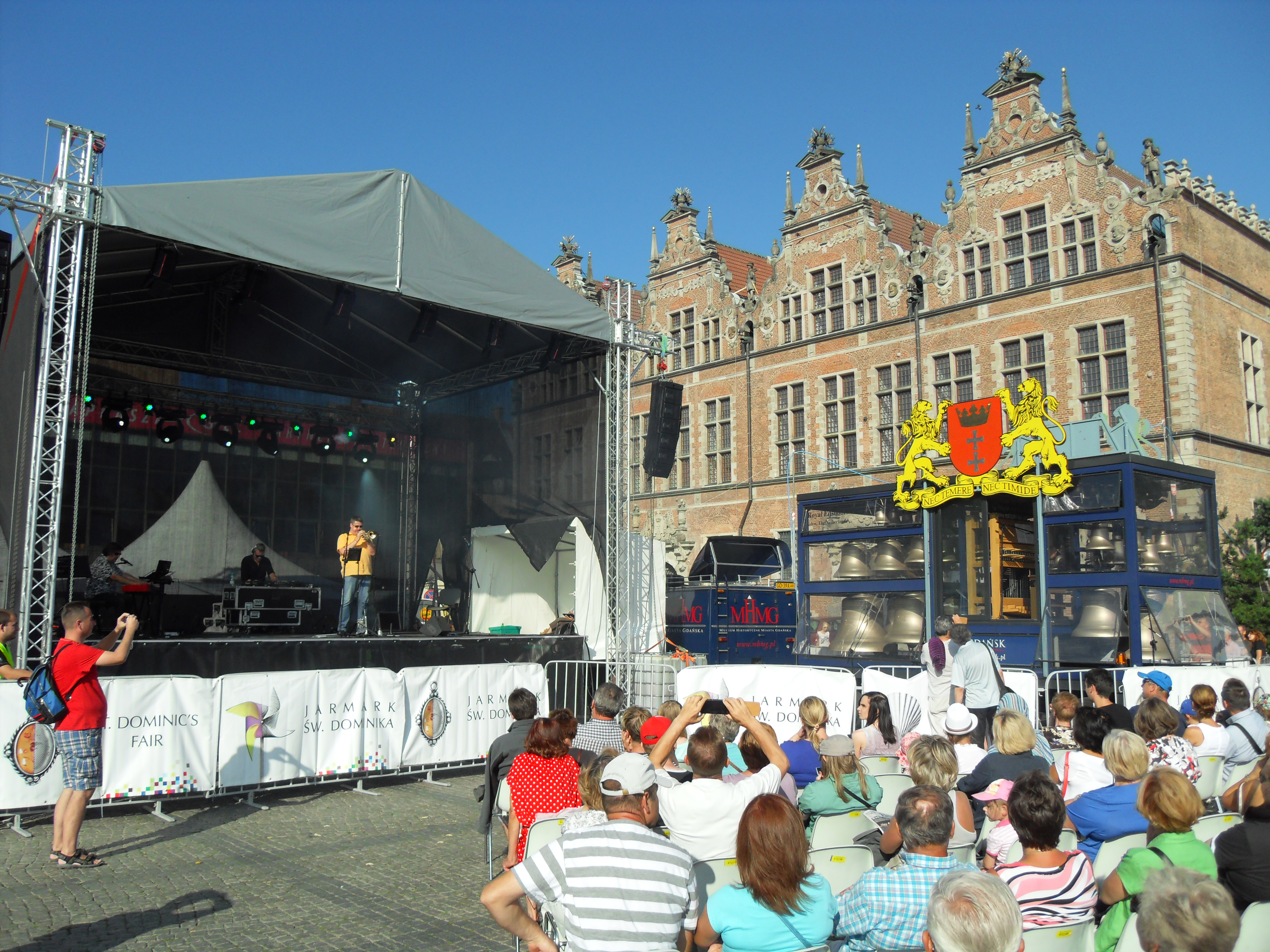
Gdański Festiwal Carillonowy w 2013

Gdański Festiwal Carillonowy – coroczna impreza muzyczna odbywająca się w Gdańsku, będąca jedynym tego rodzaju wydarzeniem w Polsce, czego powodem jest fakt, że pośród polskich miast tylko Gdańsk posiada dwa czynne carillony koncertowe. Nie bez znaczenia są także kilkusetletnie carillonowe tradycje Gdańska.
Koncerty w ramach festiwalu trwają zwykle trzy dni, na początku sierpnia, a grane są na instrumentach w Ratuszu Głównomiejskim i w kościele św. Katarzyny. I Gdański Festiwal Carillonowy odbył się w 1999.
Podczas festiwalu publiczność miała możliwość wysłuchać wirtuozów carillonu takich jak np: Carl van Eyndhoven (Holandia), Gert Oldenbeuving (Holandia), Joost van Balkom (Holandia), Frans Haagen (Holandia), Vegar Sandholt (Norwegia), Małgorzata Fiebig-Drzewiecka (Polska), Monika Kaźmierczak (Polska) i Karol Meissner (Polska).
W repertuarze festiwalu znajdują się utwory, przeważnie solowe, z różnych epok: od baroku po współczesność. Niejednokrotnie grane są utwory polskich kompozytorów lub polskie melodie ludowe oraz utwory napisane specjalnie na okoliczność gdańskiego festiwalu.